# Columbo: Ein Denkmal für die Ewigkeit
Ein Denkmal für die Ewigkeit (Originaltitel: Blueprint for Murder, Alternativtitel: Denkmal für die Ewigkeit) ist eine erstmals im Rahmen der NBC-Mystery-Movie-Serie gesendete Episode der Kriminalfilm-Reihe Columbo aus dem Jahr 1972. Die deutschsprachige Erstausstrahlung der siebenten Folge der ersten Staffel folgte 1975 im Deutschen Fernsehen. Der US-amerikanische Schauspieler Patrick O’Neal verkörpert als Architekt Elliot Markham den Gegenspieler von Inspektor Columbo, dargestellt von Peter Falk.

## Handlung
Der großspurige texanische Geschäftsmann Beau Williamson findet nach seiner Rückkehr von einer längeren Auslandsreise heraus, dass der Architekt Elliott Markham ohne seine Zustimmung seine junge Ehefrau Jennifer Williamson davon überzeugt hat, ein überdimensioniertes Bürohausprojekt namens „Williamson City“ zu finanzieren. Wütend stürmt er in Markhams Büro und zerstört vor den Augen der Sekretärin das ausgestellte Miniaturmodell des Gebäudekomplexes. Anschließend begibt er sich zur Baustelle, um seinen Kontrahenten zur Rede zu stellen. Im Verlauf des heftigen Wortwechsels stellt der hitzköpfige Geldgeber zwei Dinge klar: Von ihm wird es keine weitere Unterstützung geben. Und falls ihm außerdem etwas zustoßen sollte, würde sein Vermögen unter treuhänderische Verwaltung gestellt werden. In diesem Fall erhielte Jennifer zwar ein angemessenes Einkommen, aber nicht genügend Kapital für Markhams ehrgeizige Pläne. Am nächsten Tag überrascht der gedemütigte Architekt seinen Widersacher auf dessen Farm, erschießt ihn und versteckt die Leiche. Danach stellt er Williamsons Wagen am Flughafen ab, um den Eindruck zu erwecken, der Unternehmer sei unangekündigt zu einer seiner üblichen spontanen Geschäftsreisen aufgebrochen. Sofern ihr Mann nicht für tot erklärt wird, kann Jennifer weiterhin unbeschränkt über die von Markham benötigten Geldmittel verfügen.
Einige Tage später erscheint Inspektor Columbo anlässlich der feierlichen Grundsteinlegung auf der Baustelle. Die Polizei habe eine Vermisstenmeldung von einer Mrs. Williamson erhalten, woraufhin Jennifer den Inspektor an die Ex-Frau des Verschwundenen verweist. Bei der anschließenden Befragung zeigt sich Goldie Williamson davon überzeugt, dass ihr geschiedener Ehemann Opfer eines Verbrechens geworden ist. Sie habe immer noch ein vertrauensvolles Verhältnis zu ihm und wird grundsätzlich benachrichtigt, sobald er das Land verlässt. Als Williamsons Fahrzeug aufgefunden wird, scheint die Angelegenheit zunächst erledigt. Columbo wird jedoch stutzig, weil das Autoradio auf einen Klassiksender eingestellt ist, der nicht zu den Kompaktkassetten im Country-Stil passt. Bei einem Besuch in Markhams Büro verstärkt sich der Anfangsverdacht. Der Inspektor findet das zertrümmerte Modell sowie eine Schallplattensammlung mit klassischer Musik vor. Darüber hinaus hat Williamson einen wichtigen Termin zum Austausch der Batterie seines Herzschrittmachers bei einem Kardiologen verpasst. Daraufhin sucht Columbo Markham an der Universität auf und verfolgt gespannt eine Vorlesung über den Bau der ägyptischen Pyramiden. In der Theorie, nach der die Architekten des Altertums zur Bewahrung der Geheimnisse hinter den Steinmauern begraben wurden, sieht er in Analogie zum aktuellen Fall eine geeignete Methode zur Vertuschung des Mordes.
Kurz darauf entdeckt Jennifer den blutbefleckten Cowboyhut des Vermissten. Angesichts der tatsächlichen Umstände ist Markham anfangs verwirrt, trägt dann aber aus Eigeninteresse zur Aufklärung bei. Um die stockenden Ermittlungen voranzutreiben, hat Goldie das gefälschte Beweisstück mit ihrem eigenen Blut getränkt und am Fundort abgelegt. Durch Williamsons Testament wird der Inspektor auf ein plausibles Motiv des Verdächtigen aufmerksam gemacht. Da auf der Baustelle kürzlich ein Betonpfahl für das Fundament gegossen wurde, besteht die vage Möglichkeit, Markham könne die Leiche des Ermordeten dort deponiert haben. Nachdem er die benötigten Genehmigungen bei den Baubehörden eingeholt hat, lässt Columbo trotz der hohen Kosten den Pfeiler wieder ausgraben. Von sterblichen Überresten findet sich allerdings keine Spur. Verlegen gesteht der Inspektor seinen Irrtum ein. In der Nacht fährt Markham zur Farm, holt Williamsons leblosen Körper aus dem Geräteschuppen und kehrt zur Baustelle zurück. Vor der erneuten Errichtung des Fundamentes möchte er den Toten endgültig im leeren Schacht verschwinden lassen. Markham spekuliert darauf, dass die Polizei keine zweite kostspielige Maßnahme vor dem Steuerzahler rechtfertigen kann. Doch Columbo und seine Kollegen erwarten ihn bereits. Markham hat offensichtlich die ganze Zeit über diesen Plan verfolgt, als er auf die Durchsuchung drängte. Nach dem Motto: Es gibt kein besseres Versteck als eines, das bereits kontrolliert worden ist. Der Inspektor erklärt, die Kombination unterschiedlicher Musikrichtungen habe ihn von Beginn an misstrauisch gemacht.

## Hintergrund
Falk agierte in Ein Denkmal für die Ewigkeit zum ersten und einzigen Mal als Regisseur hinter der Kamera und zugleich als Hauptdarsteller. Zu Beginn der ersten Staffel traf Universal Television eine mündliche Vereinbarung mit Peter Falk, die ihm zusicherte, neben seiner Tätigkeit als Schauspieler die Regie für eine Episode zu übernehmen. Durch Falks eigenwilliges Drehverhalten erzeugte überzogene Drehzeiten und Budgets belasteten jedoch zunehmend das Verhältnis zwischen Produktionsunternehmen und Hauptdarsteller. Da sich Universal Television wegen der angespannten Stimmungslage nicht an die Absprache hielt, versuchte Falk, seine Forderung durchzusetzen, indem er seine Arbeit zeitweise verweigerte. Der Streit eskalierte während der Dreharbeiten zur dritten Folge Mord unter sechs Augen, als sich Falk unter Vorlage eines ärztlichen Attestes vom Filmset entfernte. Das Studio leitete gerichtliche Maßnahmen ein und beurlaubte Falk mehrmals. Während sich die Verantwortlichen um den Studio-Präsidenten Lew Wasserman von den unter Vertrag stehenden Schauspielern grundsätzlich zu keinen Konzessionen drängen lassen wollten, bestand der Fernsehsender NBC auf einer zügigen Beilegung des Konfliktes. Schließlich stimmte Universal Television einem gesichtswahrenden Kompromiss zu: Falk sollte die Regie für eine bisher nicht eingeplante siebte Episode mit dem Titel Ein Denkmal für die Ewigkeit übernehmen. Falls die risikobehaftete Regiearbeit zu keinem befriedigenden und sendefähigen Ergebnis geführt hätte, wäre das Studio auf diese Weise trotzdem ihren vertraglichen Verpflichtungen gegenüber dem Sender nachgekommen, sechs sendefähige Episoden abzuliefern. Noch bevor die Entscheidung zugunsten Falks als Regisseur fiel, hatten die Produzenten Richard Levinson und William Link ein Skript beim Drehbuchautor Steven Bochco in Auftrag gegeben, das in der Umsetzung allerdings als schwierig galt. Die beiden Schöpfer der Reihe bezeichneten den Entschluss, Falk mit dem knapp 500.000 US-Dollar teuren Projekt zu betrauen, wörtlich als „Rache“ für die Schwierigkeiten, die er dem Studio während des Verlaufs der Produktion der 1. Staffel bereitet hatte. Zur Vorbereitung auf seine neue Aufgabe suchte Falk Rat bei kompetenten Vertrauten wie John Cassavetes und Steven Spielberg.
Als Hauptdrehort der vom  16. bis 27. August 1971 produzierten Episode diente eine Großbaustelle für das Century Park Plaza genannte Hochhaus und die zugehörige Tiefgarage in Beverly Hills (Los Angeles). Sechs von insgesamt zehn Drehtagen fanden vor Ort in einer bereits ausgehobenen Baugrube unter erschwerten Produktionsbedingungen wie Lärm, Baustaub sowie durch den Baufortschritt bedingte Veränderungen des Areals statt. In einem Interview äußerte sich Falk aufgebracht: „Die Baugrube war so groß wie drei Fußballfelder. Man watete durch tiefen Schlamm, während im Hintergrund ständig die Laster zum Beladen vorfuhren. Ich war ratlos, wie ich den Dreh bewältigen sollte, vor allem die Szenen, die unten im Loch spielten. Ich dachte nur: Dick [Levinson] und Bill [Link], diese Bastarde.“ Der Druck, schnelle Entscheidungen treffen zu müssen, stand im Gegensatz zu Falks perfektionistischer Arbeitsweise. Dennoch achtete er nach wie vor auf Qualität. Eine wichtige Sequenz zeigt mehrere Bauarbeiter beim Aushub des Pfeilers. Um die zermürbende Arbeit überzeugend zu inszenieren, übernahm er eigenständig die Kosten für 17 zusätzliche Statisten, die das Studio nicht finanzieren wollte. Zudem wirkte sich die Doppelbelastung auf die Fokussierung auf seine Rolle aus. Falk erklärte: “Now that I’ve done it, I agree that it’s tough. I don’t think the acting suffered at all but I do think the directing suffers. My acting performance was looser and better. I was so concerned about the camera angles that I didn’t have time to work myself up into being tense about the acting. Uptightness never helps.” (deutsch: „Jetzt, nachdem ich es getan habe, stimme ich zu, dass es schwierig ist. Ich glaube nicht, dass die Schauspielerei darunter gelitten hat, wohl aber die Regie. Meine darstellerische Leistung war lockerer und besser. Ich war so beschäftigt mit den Kameraeinstellungen, dass ich keine Zeit hatte, mich über die Schauspielerei aufzuregen. Verkrampftheit hilft nie.“)
In einer Szene wird Elliott Markham nach dem Mord an Beau Williamson wegen eines kurz zuvor geplatzten Reifens von einem Streifenpolizisten angesprochen. Dieser bietet seine Hilfe beim Radwechsel an und bittet, den Kofferraum zu öffnen. Weil sich dort die Leiche befindet, windet sich Markham mit einer Ausrede aus der verfänglichen Situation, indem er behauptet, das Reserverad sei ebenfalls defekt. Diese Idee wollte Bochco ursprünglich in die Auftaktepisode Tödliche Trennung einfließen lassen, wo sie jedoch aus Zeitgründen herausgeschnitten wurde. Das dramatische Finale zur Überführung des Mörders „in flagranti“ wurde von der Folge Mord mit der linken Hand inspiriert. Nachdem Columbo eine Falle gestellt hat, schaltet er zu nächtlicher Stunde das Licht ein und kommt aus seinem Versteck, als der Täter erscheint und damit den noch fehlenden Beweis für seine Schuld liefert. Diese effektvolle Schlusspointe kam in späteren Episoden wie Klatsch kann tödlich sein, Ein gründlich motivierter Tod und Schwanengesang erneut zum Einsatz. Nach der Ausstrahlung antwortete Falk auf die Frage, ob er eine derart hinterhältige  Ermittlungsmethode rechtfertigen kann: “This is not a hard-hitting documentary crime show, it’s a conceit.” (deutsch: „Das ist keine knallharte dokumentarische Kriminalsendung, sondern eine süffisante Fiktion.“)
Der Mörder Elliott Markham fährt in dieser letzten Folge der ersten Staffel das exakt gleiche Mercedes 280 SE-Cabriolet mit dem exakt gleichen Nummernschild (XSM 494), wie der Mörder Ken Franklin in der Premierenfolge Tödliche Trennung der ersten Staffel.
Nach der Aufklärung des Falles zögert Inspektor Columbo am Ende von Ein Denkmal für die Ewigkeit mit dem Anstecken seiner Zigarre. Die finale Einstellung bezog sich nicht nur auf den medizinischen Rat, den er zuvor im Rahmen seiner Ermittlungen von einem Arzt erhalten hatte, sondern ließ auch symbolisch offen, ob eine weitere Staffel produziert werden sollte.
Ein Denkmal für die Ewigkeit wurde zwar vor der erst im September 1971 produzierten Folge Zigarren für den Chef gedreht, die Ausstrahlung erfolgte jedoch aus dramaturgischen Gründen als Staffelfinale am 9. Februar 1972.
Der englische Originaltitel Blueprint for murder ist einmal mehr ein raffiniertes Wortspiel der Autoren. Zum einen lautet die direkte Übersetzung schlicht Mordplan. Zum anderen lautet eine weitere direkte Übersetzung Bauplan für einen Mord, womit der architektonische Hintergrund des Falles inklusive der Beseitigung der Leiche unterstrichen wird.

## Besetzung und Synchronisation
Die deutschsprachige Synchronfassung entstand im Jahr 1973 bei der Lingua Film in München unter der Dialogregie und nach einem Dialogbuch von Gert Rabanus.
| Figur               | Darsteller      | Deutscher Sprecher |
| ------------------- | --------------- | ------------------ |
| Lieutenant Columbo  | Peter Falk      | Klaus Schwarzkopf  |
| Gaststars           |                 |                    |
| Elliott Markham     | Patrick O’Neal  | Harald Dietl       |
| Goldie Williamson   | Janis Paige     | Karin Jacobsen     |
| Jennifer Williamson | Pamela Austin   | Cornelia Froboess  |
| Dr. Moss            | John Fiedler    |                    |
| Beau Williamson     | Forrest Tucker  | Benno Hoffmann     |
| Weitere Darsteller  |                 |                    |
| Miss Sherman        | Bettye Ackerman | Ingrid Capelle     |
| Carl                | John Finnegan   | Wolfrid Lier       |
| Wachmann            | Nick Dennis     |                    |
| Büroangestellter    | Robert Gibbons  | Leo Bardischewski  |
| Officer Wilson      | Cliff Carnell   | Alexander Allerson |
| Arbeiter            | Jimmy Joyce     |                    |

## Rezeption
Die Fernsehzeitschrift TV Spielfilm vergab eine positive Wertung (Daumen hoch): „Gewitztes Highlight der Endlos-Reihe.“
Der Autor Michael Striss wertete mit zwei von vier Sternen (durchschnittlich): „Auch wenn Columbo die Idee des Täters »perfekt« und »brillant« findet, kommt diese Episode über ein Mittelmaß nicht hinaus. Viele Kultmotive fehlen völlig, und Patrick O’Neil ist einfach ein blasser Darsteller. Da hilft auch die Regie Peter Falks nicht, der sich darin als Anfänger versuchte.“
Der Autor Mark Dawidziak fand hingegen lobende Worte für die Darsteller: “Indeed, “Blueprint for Murder” completely vindicates Falk’s demand to direct. Forrest Tucker blazes through his brief stint as a guest victim. Patrick O’Neal makes a wickedly smooth murderer. And Columbo’s delightful scenes with Goldie Williamson (Janis Page) sparkle with genuine affection.” (deutsch: „Tatsächlich rechtfertigt „Ein Denkmal für die Ewigkeit“ Falks Forderung, Regie zu führen. Forrest Tucker meistert seine kurze Zeit als Gastopfer mit Bravour. Patrick O’Neal ist ein gefährlich aalglatter Mörder. Und Columbos wunderbare Szenen mit Goldie Williamson (Janis Page) sprühen vor echter Zuneigung.“)
Der Kameramann Lloyd Ahern senior erhielt 1972 einen Emmy in der Kategorie Outstanding Achievement in Cinematography for Entertainment Programming – For a Series or a Single Program of a Series.